# 沈器遠
沈器遠（1587年—1644年），字遂之。本貫青松沈氏，朝鮮王朝政治家，是己卯名賢沈達源的後裔。
1623年，以儒生的身份參加了仁祖反正，推翻光海君，擁立朝鮮仁祖。政變之後，歷任刑曹佐郎、司憲府持平、同副承旨等職。後因反正之功，被錄為靖社功臣。
1624年任兵曹參判，封青原君。李适之亂中，任漢南都元帥，逮捕興安君李瑅並將其殺死。1627年，後金入侵朝鮮，沈器遠任四道都檢察使、護衛大將、江華府留守、全羅道觀察使、漢城府判尹、工曹判書等職。1636年，清軍再次入侵朝鮮，沈器遠被任命為留都大將、諸道都元帥，負責防禦漢陽都城和南漢山城。後因戰敗而罷免官職。1640年，再次被起用為護衛大將、南漢山城守禦使。1641年，任兵曹判書，判義禁府事。1642年任議政府右議政，翌年任左議政，封青原府院君。
1644年，沈器遠與權澺、李一元、鄭蘅、李之龍、李綣、安五倫、蔡門亨、金碩男、金潗、金屹、申詗等人，陰謀推翻仁祖，擁戴懷恩君李德仁為王。黃瀷、李元老等人向仁祖告發，事敗，被逮捕，凌遲（五牛分屍）處死，家産、土地被沒收，賜與黃瀷、李元老等人。